# 大公主与二公主 (宋钦宗之女)
大公主和二公主（？—？），本名不詳，為北宋第九代皇帝宋钦宗的皇女，狄才人所生。《靖康皇族陷虏记》记载狄才人生宋钦宗两女。其后事迹不详。

## 流行文化
- 網路小說　換個時代再愛你

柔嘉公主(轉世為杜清琴)，與男主角黎守義/張志明相愛，但兩生亦未能修成正果。
有一姊康德公主(虛構)，影射茂德帝姬。